# Журавка (Куп'янський район)
Журавка — село в Україні, у Шевченківській селищній громаді Куп'янського району Харківської області. Населення становить 14 осіб.

## Географія
Село Журавка знаходиться на одному з витоків річки Середній Бурлук, нижче за течією на відстані 5 км розташоване село Юрченкове (Чугуївський район). На відстані 1 км розташоване село Бугаївка (зняте з обліку), за 2 км — село Лелюківка.

## Історія
1922 — дата заснування.
12 червня 2020 року, відповідно до Розпорядження Кабінету Міністрів України № 725-р «Про визначення адміністративних центрів та затвердження територій територіальних громад Харківської області», увійшло до складу Шевченківської селищної територіальної громади.
19 липня 2020 року, в результаті адміністративно-територіальної реформи та ліквідації Шевченківського району, село увійшло до складу новоутвореного Куп'янського району Харківської області.